# Howard (Georgia)
Howard – jednostka osadnicza w Stanach Zjednoczonych, w stanie Georgia, w hrabstwie Taylor.